# Didymos Chalkenteros
Didymos Chalkenteros (grekiska: Δίδυμος Χαλκέντερος), född 63 f.Kr. i Alexandria, död 10 e.Kr. i Rom, var en grekisk grammatiker
Didymos studerade i sin hemstad Alexandria i Egypten. Han flyttade till Rom och överförde sina lärda kunskaper från ett av hellenismens vetenskapscentra till världens dåvarande huvudstad. Han lär ha författat 3 500 skrifter, vilka huvudsakligen innehöll studier över de grekiska talarnas och skaldernas arbeten. Viktigast är hans "scholier" till Homeros, av vilka utdrag ännu finns i behåll.